# SME
SME – trzeci pod względem liczby czytelników dziennik na Słowacji, opiniotwórcze pismo liberalne.

## Historia
Geneza pisma sięga stycznia 1993, gdy państwowe władze Słowacji odwołały ze stanowiska redaktora naczelnego dziennika „Smena”. Po dwóch tygodniach ujrzało światło dzienne pismo nawiązujące nazwą do „Smeny” – w składzie jego redakcji znaleźli się jej dziennikarze niezadowoleni z decyzji rządu. W 1995 doszło do fuzji ze sprywatyzowaną w międzyczasie „Smeną”, a w 2003 również z pismem „Práca”. Gazeta od początku swego powstania wyrażała poglądy wolnościowe i antykomunistyczne, przeciwne polityce Vladimíra Mečiara i Jána Sloty.
Pierwszym redaktorem gazety był Karol Ježík (1993–1998), później obowiązki te pełnili Martin Milan Šimečka (1999–2006), Matúš Kostolný (2006–2014), obecnie na czele gazety stoi Beáta Balogová.

## Współczesność
Pismo wydawane jest przez spółkę Petit Press. Ukazuje się sześć razy w tygodniu i zawiera od 24 do 36 stron. Najczęściej kupowane jest w czwartki, gdy dołącza się do niego dodatek telewizyjny TV Oko. Posiada najwięcej czytelników w dużych miastach, wśród ludzi z wyższym wykształceniem oraz wysokim dochodem osobistym. W marcu 2005 gazeta wychodziła w nakładzie 76 tys. egzemplarzy.
Od 1993 r. pismo obecne jest w Internecie. W 2004 r. pod jego patronatem powstała platforma blogerska, na której pisuje ok. 6 tys. internautów.
Dziennik sytuuje się w centrum sceny politycznej. Nastawiony był krytycznie wobec rządów premiera Fico.